# Замок Арта
Замок Арта — замок, розташований на пагорбі в північно-східній частині міста Арта, Греція, датований XIII століттям.

## Історія
У своїй північно-східній частині замок побудований на стінах давньої Амвракії з укріпленими вежами за середньовічними стандартами.
Укріплення побудоване й доповнювалося у три періоди:
- античний період (V—IV ст. до н. е.);
- у Візантійську епоху — в 1230 р. деспотом Епірського деспотату Михайлом II Комніном Дукою[3].
- та під час османського управління за часів Алі-паші (з 1796 до 1820 рр.)[3][4].

Османи захопили місто й замок у 1449 році.
Замок витримав низку облог:
- у 1303 р. Карлом II Анжуйським;
- Андроніком III Палеологом (1328—1341);
- у XVII столітті — Ліберакісом Геракарісом[en];
- у листопаді 1821 року греками під час облоги Арти[el].

За часів Османської імперії замок використовувався як в'язниця та як резиденція губернатора. В цьому був ув'язнений окремі лідери Грецької революції: генерал Іоанніс Макріянніс, Георгій Акрополіт та Олексій Стратегопул.
У замку в XX столітті розташувався готель «Ксенія». Частина замку, в якій розташовано місцевий театр просто неба, з 1987 року використовується для проведення культурних заходів.

## Архітектура
Форма замку багатокутна (максимальна довжина 280 м, ширина 175 м). Через кожні 25 м на мурах розташовано напівкруглі, трикутні або багатокутні вежі, їх загалом було 18. Товщина мурів становить 2,50 метра, а висота сягає 10 метрів. У південно-західному куті замку розташований «внутрішній замок», також залишки будівель у цій частині можуть свідчити про розміщення тут у XV столітті палацу родини Комінів Дука. Зі східної сторони замок має захист завдяки скелям та річкою Арахтос, русло якої в середньовіччі було ближче до замку. В 1875 році до мурів замку добудована висока годинникова вежа.
У 2011—2015 роках замок відреставрували, зокрема провели ремонтні роботи й обмежену реставрацію, проклали бруковані доріжки.